# Institut für Theologische und Pastorale Fortbildung Freising

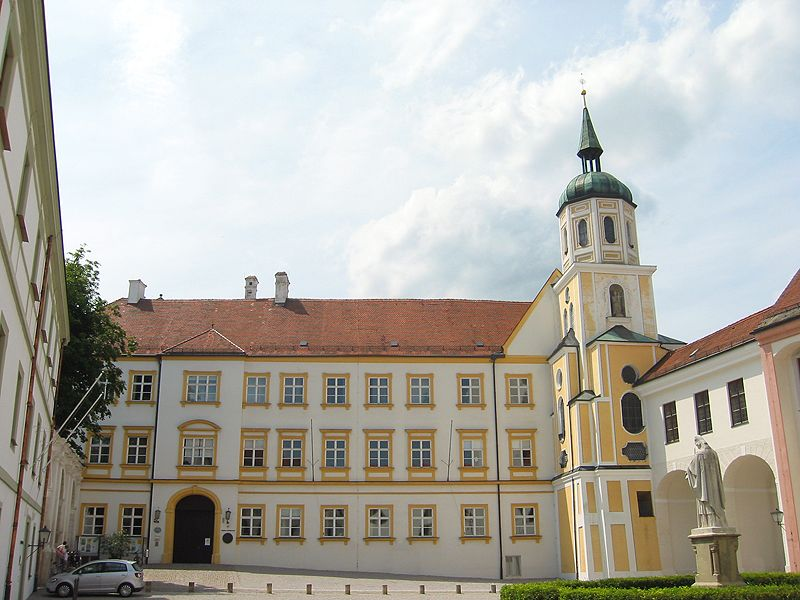
Sitz des Instituts, ehem. fürstbischöfliche Residenz, jetzt Kardinal-Döpfner-Haus

Das Institut für Theologische und Pastorale Fortbildung Freising war eine überdiözesane Fortbildungseinrichtung der Freisinger Bischofskonferenz. Sie hatte ihren Sitz im Kardinal-Döpfner-Haus, der ehemaligen Residenz der Freisinger Bischöfe auf dem Domberg in Freising.
Das Institut wurde 1969 auf Anregung von Johannes Gründel nach einem Beschluss der Freisinger Bischofskonferenz unter dem Vorsitz von Kardinal Julius Döpfner gegründet. Zunächst als Überdiözesane Priesterfortbildung unter Mitarbeit von Johannes Gründel und Hermann Stenger gegründet, öffnete sich die Einrichtung bald auch anderen hauptamtlichen Seelsorgern (Diakonen, Pastoralreferenten, Gemeindereferenten). Ca. 20 % der Kursteilnehmer stammten aus dem deutschsprachigen Ausland (hauptsächlich Österreich).

## Leiter des Instituts
- Walter Friedberger, September 1970 bis September 1991
- Bernhard Haßlberger, kommissarische Leitung, September 1991 bis September 1992
- Prälat Helmut Huber, September 1992 bis August 2004
- Anna Hennersperger, September 2004 bis 2014

## Wissenschaftliche Mitarbeiter
- Knut Walf, Januar 1971 bis Oktober 1973
- Franz Schnider, Oktober 1973 bis Dezember 1982
- Rob Cornelissen, Januar 1982 bis April 1996
- Reinhold Reck, Mai 1996 bis September 2011 (ab Juli 2004 mit halber Stelle)

## Theologische Referenten
- Max-Josef Schuster, 2005 bis 2013 (mit halber Stelle)
- Rudolf Häselhoff, seit Oktober 2011 (mit halber Stelle)
- Barbara Haslbeck, seit Oktober 2013 (mit halber Stelle)